# Богачёва, Юлия Юрьевна
Юлия Юрьевна Богачёва (род. 1970) — советская пловчиха. Двукратная чемпионка СССР (1988, 1989). Участница Олимпийских игр 1988 года. Мастер спорта СССР международного класса. 

## Биография
Родилась 9 сентября 1970 года. Выступала за спортивное общество «Динамо» (Одесса). Специализировалась в плавании брассом. Также успешно выступала в комплексном плавании.
На зимнем чемпионате СССР 1988 года стала победительницей на дистанции 200 м брассом и серебряным призёром на дистанциях 100 м брассом. На летнем чемпионате того же года дважды была третьей. В 1989 году стала бронзовым призёром на 200 м брассом.
В комплексном плавании стала чемпионкой СССР на дистанции 400 м (1989) и трижды вице-чемпионкой. 
В комбинированной эстафете 4х100 м представляла Украинскую ССР, став вице-чемпионкой СССР в 1988 году (на зимнем и летнем чемпионатах). В 1989 году украинская команда также была второй. 
Участница Летних Олимпийских игр 1988 года. Заняла 5-е место на дистанции 200 м брассом и 15-е на 200 м комлексным плаванием. 
Окончила Киевский институт физической культуры, работает тренером в Одессе.